# Знам'янська волость (Мелітопольський повіт)
Знам'янська волость — адміністративно-територіальна одиниця Мелітопольського повіту Таврійської губернії.
Станом на 1886 рік складалася з 2 поселень, 1 сільської громади. Населення — 8904 особи (4387 чоловічої статі та 4517 — жіночої), 1535 дворових господарств.
|                    | Площа, десятин | У тому числі орної, дес. |
| ------------------ | -------------- | ------------------------ |
| Сільських громад   | 26721          | 16051                    |
| Казенної власності | 20             | 20                       |
| Іншої власності    | 364            | 264                      |
| Загалом            | 27105          | 16335                    |

Найбільше поселення волості:
- Велика Знам'янка — село при річці Колці Білозерській за 114 верст від повітового міста, 8904 особи, 1532 двори, 2 православні церкви, єврейський молитовний будинок, школа, 12 лавок, рибний завод, 3 бондарні, 3 ярмарки, базар по неділях.